# 雷德魯斯
雷德魯斯（英語：Redruth）是英國康沃爾郡的一個城鎮和民政教區。2011年人口普查時，雷德魯斯有人口14,018人。